# Conservatorio di San Pasquale Baylon
Conservatorio di San Pasquale Baylon var högkvarteret för den romersk-katolska institutionen Opera Pia Michelini, vilken tog hand om och uppfostrade föräldralösa flickor. Konservatoriets byggnad är belägen vid Via Anicia i Rione Trastevere. Sedan 1990 rymmer byggnaden Collegio Universitario Internazionale di Roma, ett universitet för internationella studerande.

## Historia
År 1724 överantvardade biskop Nunzio Baccari (1667–1738) åtta föräldralösa flickor åt Caterina de Rossi. Initialt fick de ett hem vid kyrkan Santa Caterina della Rota i Rione Regola. Med tiden växte antalet flickor och prästen Niccolò Ricci och kardinal Giovanni Antonio Guadagni införskaffade några byggnader i Trastevere. På platsen för dessa byggnader uppfördes Conservatorio di San Pasquale Baylon, uppkallat efter den helige Paschalis Baylon, med eget oratorium, helgat åt denne. Byggnadsarbetena inleddes 1743 med Francesco Ferruzzi som arkitekt.
I maj 1747 invigdes oratoriet och flickorna kunde flytta in i lokalerna. Ärkebiskop Ferdinando Maria de Rossi konsekrerade högaltaret den 15 maj 1749. År 1771 hyste konservatoriet 60 flickor. Högaltaret återkonsekrerades av ärkebiskop Giuseppe Maria Contesini den 15 september 1776. Prästen Gioacchino Michelini grundade 1816 ett institut för andlig fostran för kvinnor och förberedande undervisning för dem som skall ta emot den heliga Kommunionen för första gången. Tre år senare, 1819, förlades detta institut till konservatoriet. För dessa ändamål inrättades i konservatoriets byggnad ett predikokapell, Cappella della Madonna Addolorata, och ett kapell för första Kommunionen, Cappella della Madonna della Fiducia.

### Oratorio di San Pasquale Baylon
Högaltaret är helgat åt Gud Fadern, Jungfru Marie Obefläckade Avlelse och de heliga Filippo Neri och Paschalis Baylon. Här vördas de heliga Venustus, Lucillas, Kyrillos och Maximus reliker. Under altarbordet ligger en vaxskulptur föreställande den heliga Aurelia, vars reliker skänktes till systrarna av påve Pius IX år 1868. Altarmålningen Den Obefläckade Avlelsen med de heliga Paschalis Baylon och Filippo Neri omramas av rödaktiga kolonner med korintiska kapitäl och kröns av ett brutet segmentbågeformat pediment. I pedimentet finns en framställning av Den Helige Andes duva.
Höger sidoaltare har målningen Jesu heliga hjärta, som är en kopia av Pompeo Batonis målning i Il Gesù. Altaret har även en målning föreställande den helige Augustinus. Vänster sidoaltare har en Mariabild: Madonna Refugium Peccatorum.

### Cappella della Madonna Addolorata
Kapellet är beläget på konservatoriets översta våning. Altaret har korintiska kolonner i rosso antico och dubbelpilastrar i verde antico och kröns av ett segmentbågeformat pediment. Altarmålningen föreställer Den smärtofyllda Modern, ett 1800-talsarbete. I kassettakets mitt finns Jungfru Marie monogram. I ett av takets andra fält står det ANNO REPARATAE SALUTIS MCMVI (”Återlösningens år 1906”), vilket markerar den restaurering som ägde rum detta år.

### Cappella della Madonna della Fiducia
Även detta kapell är beläget på konservatoriets översta våning. Presbyteriet avskiljs av en balustrad i röd och vit marmor. Altarbordet i polykrom marmor har ett bronskors. Altaruppsatsen har parställda marmorpelare med stiliserade kompositakapitäl och kröns av ett segmentbågeformat pediment. Altarmålningen Madonna della Fiducia är en kopia efter originalet i Seminario Maggiore vid San Giovanni in Laterano.

## Bilder

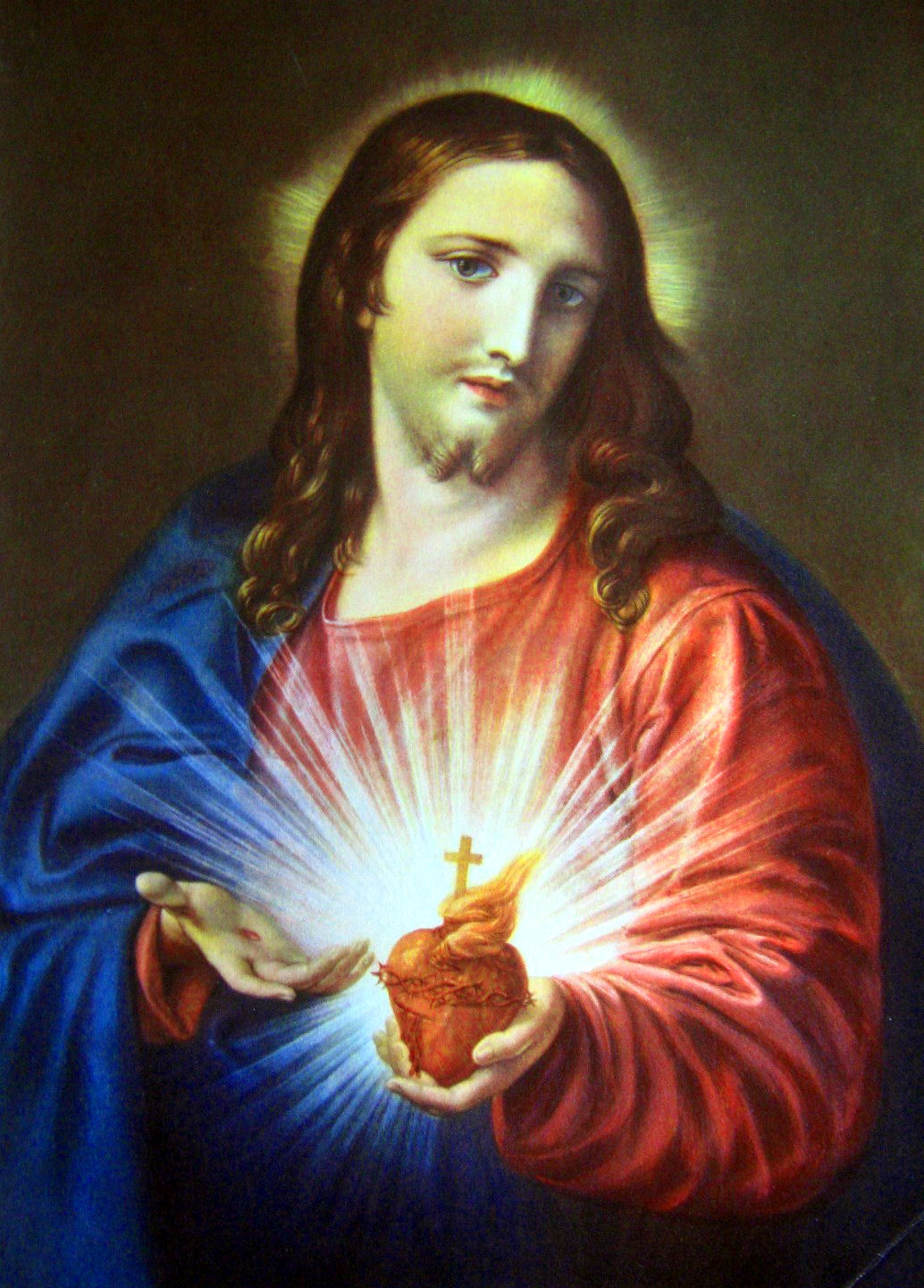
Jesu heliga hjärta, målning av Pompeo Batoni.